# István Haller

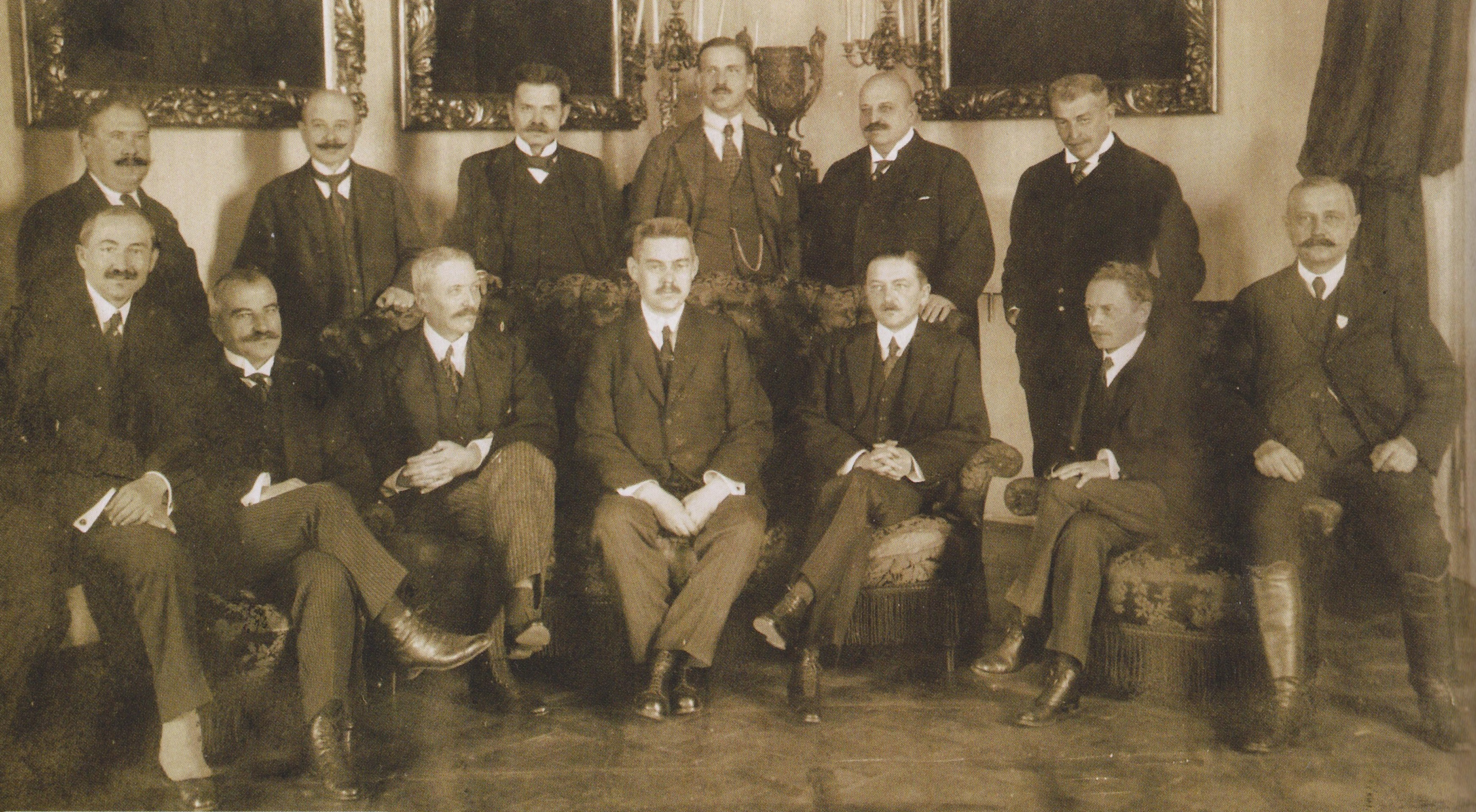
István Haller (Vordere Reihe, Erster von links, 1919)

István Haller (* 18. November 1880 in Mezőpetri (Königreich Ungarn); † 5. Februar 1964 in Budapest) war ein ungarischer Journalist, Politiker und Minister.

## Leben und Wirken
István Haller wuchs in einer katholischen  kleinbäuerlichen Familie in Mezőpetri auf. Die weiterführende Schule absolvierte er in Nagykároly und Szatmár. Danach besuchte er das Priesterseminar in Szatmár, verließ dieses jedoch nach vier Jahren und studierte Philosophie und Rechtswissenschaft an der Universität in Budapest. Er wurde zunächst Redakteur der Wochenzeitung Néppárt, später bei der neu gegründeten christlich-sozialistischen Wochenzeitung Igaz Szó. Von 1906 bis 1908 war er Redakteur der Tageszeitung Új Lap. 1908 wurde er für zehn Jahre Generalsekretär der Katholischen Volksvereinigung (Katolikus népszövetség). Haller war ein begeisterter Vertreter christlich-sozialistischer Ideen. Noch im selben Jahr wurde er Redakteur der Zeitschrift Népszövetség.
Bei den allgemeinen Wahlen von 1910 wurde er mit dem Mandat des Bezirks Lövő im Komitat Sopron in das Abgeordnetenhaus gewählt, wo er Mitglied des Petitions- und Arbeitsausschusses wurde. Zu dieser Zeit machte er wiederholt als hervorragender Redner auf sich aufmerksam. Während der Zeit der Räterepublik wurde er für einige Wochen inhaftiert.
In der Regierung von István Friedrich war er vom 15. August bis zum 24. November 1919 Minister für Propagandaangelegenheiten ohne Geschäftsbereich und direkt daran anschließend Minister für Bildung und Religion im Kabinett Huszár, im Kabinett Simonyi-Semadam sowie im Kabinett Teleki. In seine Amtszeit als Bildungsminister fällt die Verabschiedung des sogenannten Numeru-clausus-Gesetzes, das die Zulassung zu einem Studium an der Universität in Budapest regelte, sowie die Verlängerung der Ausbildungszeit für Lehrer um zwei Jahre. Danach war er in der Zeit bis 1931 mehrfach Abgeordneter in der Nationalversammlung, für den Bezirk Cegléd, für den Bezirk Pest und für den Bezirk Eger. Im Jahr 1925 unternahm er eine große Geschäfts- und Studienreise in die Vereinigten Staaten von Amerika. 1929 wurde er Chefredakteur der neu gegründeten politischen Wochenzeitung Magyar Hétfő und 1931 Leiter der Druckerei Apostol-nyomda, die jedoch nach eineinhalb Jahren in Konkurs ging. Nach dem Zweiten Weltkrieg war er als Textilhändler tätig.

## Schriften (Auswahl)
- Le az álarczczal! vagy A szociáldemokráczia tükre. Stephaneum Nyomda, Budapest 1906.
- Wegweiser zum neuen Wahlrecht – wer hat ein Stimmrecht? In die deutsche Sprache übersetzt von Johannes Huber. Stephaneum Nyomda, Budapest 1914.
- Háborus uszitók nem köthetnek békét! Világosság-nyomda, Budapest 1919.
- Földmíveskérdés. Hornyánszky Nyomda, Budapest 1920.
- Szocialista-kommunista csőd. Stephaneum Nyomda, Budapest 1920.
- A keresztény politika. Apostol Nyomda, Budapest 1926.
- Harc a numerus clausus körül. Pallas Nyomda, Budapest 1926.
- A mi hitünk ... – katolikus alkalmi beszédek. Apostol nyomda, Budapest 1928.
- Katolikus egyházi vagyon és protestáns államsegély – egyenlő elbánást kérünk ... Apostol nyomda, Budapest 1928.